# Maregge
Maregge è una frazione del comune di Bosco Chiesanuova, in provincia di Verona, che si trova sui Monti Lessini ad un'altitudine di 1.264 m.
La località è ubicata nell'alta Val Squaranto e dista poco più di quattro chilometri dal proprio capoluogo di comune, raggiungibile con la SP 6. L'abitato è posto alle porte del Parco della Lessinia.
Nel centro della località si trova un oratorio, del XVIII secolo, affrescato e con un piccolo campanile, intitolato a San Michele Arcangelo e consacrato nel 1725. Presso l'oratorio vi è anche una locanda aperta fin dal settecento e tuttora in attività.
Nei pressi della frazione vi sono le contrade Beccherli e Covile.